# Истинска звезда
„Истинска звезда“ (на португалски: Totalmente Demais) е бразилска теленовела, продуцирана и излъчена от TV Globo през 2015 г.
С участието на Марина Руй Барбоса, Фелипе Симас, Фабио Асунсао и Джулиана Паес.
През септември 2017 г. теленовелата беше номинирана на 45-те международни награди Еми за най-добра теленовела.

## Сюжет
Елиза е млада 18-годишна, която бяга от къщата си в Кампо Кларо, измислен град с интериора на кариоката, след като е била тормозена от своя втори баща Дино. Тя не познава биологичния си баща и майка й Гилда винаги й казва, че е бил шофьор на камион, който прекарва по-голямата част от времето си на пътя. Мечтата й е да намери баща си и да помогне на семейството си да напусне трудното си житейско положение. Майка й е омъжена за Дино; двойката има още две деца. Когато Елиза беше дете, Дино се отнасяше по-добре с нея, но това се промени при пристигането на нейните полубратя и сестри. Веднага след като пристига в Рио де Жанейро, тя се опитва да вземе малко пари, но е ограбена. Без опция, Елиза започва да живее по улиците и среща Джонатас, който продава блейтове на светофарите на Лапа, за да помогне на семейството си и живее в западната зона на столицата Кариока. Заплашена е и от Хакаре, хайдутин, който е много уплашен и опасен. Тя се опитва да спечели пари и започва да продава цветя в барове и ресторанти. Един ден тя среща бизнесмен на име Артър, собственик на агенция за модели Excalibur. Обещава й, че ще й помогне да стане успешен модел. След известно време тя приема предложението му. На свой ред е заета във фирма, където ще претърпи преследвания от Каролина, безмилостен редактор, който стартира списание за стил, който е изключително амбициозен и влюбен в Артър. Той е разведен и има дъщеря на име Мария Жоао (Джохо). Той се влюбва лудо в Елиза, което вбесява Каролина. От друга страна, има Касандра, която би направила всичко, за да стане успешен модел и да стане богата, тя се съюзява с Каролина, чиято мисия е да саботира връзката на Артър и Елиза.

## Актьори
| Актьор/Актриса         | Персонаж                                          |
| ---------------------- | ------------------------------------------------- |
| Марина Руй Барбоса     | Елиза де Асис                                     |
| Фелипе Симас           | Джонатас Кастро                                   |
| Фабио Асунсао          | Артур Карнейро де Алкантара                       |
| Джулиана Паес          | Каролина Кастильо                                 |
| Джулиана Пайва         | Сандра Матосо / Касандра                          |
| Карла Сале             | Лейла                                             |
| Вивиан Пасмантер       | Лили де Бокайува Монтейро                         |
| Умберто Мартинс        | Германо Монтейро                                  |
| Даниел Роча            | Рафаел                                            |
| Даниел Бланко          | Фабио де Бокайува Монтейро („Фабиньо“)            |
| Пауло Роча             | Дино                                              |
| Леона Кавали           | Гилда де Асис                                     |
| Адриана Бироли         | Лорена Домингос                                   |
| Лавиния Власак         | Наташа Оливър                                     |
| Глория Менезес         | Стела Карнейро де Алкантара („Стелиня“)           |
| Реджиналдо Фария       | Морис Карнейро де Алкантара                       |
| Джулиан Тревисол       | Мария Луиса („Лу“)                                |
| Оливия Торес           | Дебора Матосо                                     |
| Джована Рисполи        | Мария Жоао Оливер Карнейро де Алкантара („Джохо“) |
| Малу Гали              | Росангела Кастро                                  |
| Алитон Граса           | Флорисвал Кастро                                  |
| Алайн Фанджу           | Маристела                                         |
| Тони Гаридо            | Монтаня                                           |
| Ора Фигейредо          | Уго Матосо                                        |
| Саманта Шмуц           | Дориня Кастильо Моура                             |
| Хелио де ла Пеньа      | Зе Педро Моура                                    |
| Марат Декарт           | Пиетро                                            |
| Гида Виана             | Сида                                              |
| Пабло Санабио          | Макс                                              |
| Габриел Рейф           | Ямайка                                            |
| Рафаел Сандер          | Чарлз                                             |
| Хуан Пайва             | Уесли Кастро                                      |
| Валентина Бандейра     | Жанайна                                           |
| Пали Сикейра           | Барбара                                           |
| Лелезиня               | Дженифър Кастро                                   |
| Фелипе Силклер         | Каскудо                                           |
| Серджо Малейрос        | Хорхе да Силва („Жакаре“)                         |
| Каду Пасхоал           | Рискадо                                           |
| Дхоната Августо        | Брасо                                             |
| Джесика Елън           | Адел                                              |
| Ванеса Паскале         | Ясмин                                             |
| Марсело Арнал          | Маркао                                            |
| Алайн Борхес           | Катия                                             |
| Каролина Агиар         | Лурдиня                                           |
| Родриго Рангел         | Делегадо Печаня                                   |
| Леонардо Карвальо      | Полициал Уилсън                                   |
| Ана Паула Ботельо      | Миртес                                            |
| Реджина Сампайо        | Еузебия                                           |
| Wendell Bendelack      | Сайлас                                            |
| Патрисия Коста         | Клайд                                             |
| Малу Фалангола         | Ана Паула                                         |
| Лана Гуелеро           | Jacira                                            |
| Изабела Копел          | Дайсе де Асис                                     |
| Kaik Brum              | Карлиньос де Асис                                 |
| Леонардо Лима Карвальо | Жоао Кастильо де Моура                            |
| Джулиана Луиз          | Мария Кастильо де Моура                           |
| Cauê Campos            | Бола                                              |

### Специални участия
| Актьор/Актриса      | Персонаж                          |
| ------------------- | --------------------------------- |
| Присила Стейнман    | София де Бокайува Монтейро / Нина |
| Даниел Уинитс       | Суели Матосо / Суелен             |
| Никола Сири         | Джанкарло Ди Норния               |
| Фернанда Мота       | Даниел Либдиш („Дани“)            |
| Тата Вернек         | Федора Абдала                     |
| Ерика Януза         | Ванеса                            |
| Стенио Гарсия       | Бино                              |
| Лейди Франциско     | Фатима                            |
| Джована Томинага    | Мариса                            |
| Пауло Далагноли     | Лирио Лоренцо                     |
| Урсула Корона       | Клаудия                           |
| Исак Бардавид       | Шейх Ибрахим Алфарай              |
| Патрисия Барос      | Елън Милет                        |
| Ед Оливейра         | Мачадо                            |
| Хосе Виктор Кастиел | Командир Магалхаес                |
| Анна Котрим         | Мириам                            |
| Мишел Коста         | Марсиня                           |
| Силбет Сориано      | Беренис („Бере“)                  |
| Даниел Рангел       | момче на бара                     |
| Rocaro зулу         | Габриел                           |
| Клаудия Сардиня     | Джеси                             |
| Лука Рибейро        | Мелека                            |
| Крео Келаб          | Фернандо                          |
| Антонио Гонзалес    | Бащата на Макс                    |
| Бето Вандестин      | Иво                               |
| Габриела Каркайоли  | Клара                             |
| Карин Барос         | Емануели                          |
| Alarisse Mattar     | Витория                           |
| Ленита Оливър       | Дандара                           |
| Марина Кардосо      | Даниела                           |
| Маура Мескита       | Алесандра                         |
| Скарлет Кардозо     | Ингрид                            |
| Ина де Карвальо     | Рут                               |
| Сузана Кордовил     | Никол                             |
| Tainá Bevilacqua    | Бренда                            |
| Paulão Duplex       | Дурао                             |
| Ясмин Кандидо       | Райса                             |
| Бруно Нунес         | Дейви                             |
| Надо Гримбърг       | Лобато                            |
| Рафаел Зулу         | собственик на кола                |
| Силвия Пфайфер      | Себе си                           |
| Ана Фуртадо         | Себе си                           |
| Карол Кастро        | Себе си                           |
| Габриел Аплин       | Себе си                           |
| Хелена Фернандес    | Себе си                           |
| Анри Кастели        | Той самият                        |
| Мариана Риос        | Себе си                           |
| Пауло Зулу          | Той самият                        |
| Джована Юбанк       | Себе си                           |
| Леандро Фераз       | Официално обяснение               |

## Премиера
Премиерата на Истинска звезда е на 9 ноември 2015 г. по TV Globo.

## В България
В България теленовелата се излъчи през 2017 – 2018 г. по bTV Lady с дублаж на български език. Ролите се озвучават от Даринка Митова, Елена Бойчева, Ирина Маринова, Петър Бонев и Тодор Георгиев.